# Niederzimmern
Niederzimmern är en ortsteil i staden Grammetal i Landkreis Weimarer Land i förbundslandet Thüringen i Tyskland. Niederzimmern var en kommun fram till den 31 december 2019 när den uppgick i Grammetal. Kommunen Niederzimmern hade 1 032 invånare 2019.